# Johan van Betoven
Johan van Betoven (14. novembar 1740 — 18. decembar 1792) je bio Betovenov otac i njegov prvi muzički učitelj, jer je njegov deda Luj bio pevač na kelničkom dvoru a Betovenov otac je bio tenor pevač na istom dvoru i predavao je časove klavira i violine kao dodatni izvor prihoda i tako je njegov otac umro.

## Spoljašnje veze
- http://www.classicfm.com/composers/beethoven/guides/johann-beethoven-father/
- (језик: немачки) Descendants of Michael van BEETHOVEN (1684—1749)
- Ludwig Van Beethoven: Family Tree
- "The 'Van' of Beethoven" by Herbert Antcliffe in The Musical Times, Vol. 77, No. 1117 (Mar., 1936), pp. 254–255 - Article explains how "A certain Ludwig (Lodewijk) van Beethoven was born at Mechelen as the son of Michiel and the grandson of Cornelius and of Catherina Leempoels..."